# Ремо Джироне
Ремо Джироне (на италиански: Remo Girone) e италиански актьор и режисьор от еритрейски произход. Висок е 180 см, има кафяви очи и владее италиански, английски и френски

## Биография
Роден е на 20 август 1948 г. в Асмара, столицата на Еритрея. Първоначално започва да учи в институт за икономика и търговия. През 1971 г. се премества в Националната академия за драматични изкуства „Силвио Д'Амико“ в Рим.
Дебютира в киното през 1974 г. във филма „Рим отново иска Цезар“ на унгарския кинорежисьор Миклош Янчо. През 1977 г. играе ролята на Константин Трепльов във филма „Чайка“ (по едноименното произведение на Антон Чехов) на италианския кинорежисьор Марко Белокио, който участва в кинофестивала във френския град Кан. През същата 1977 г. идва поканата от италианския кинорежисьор Паскуале Скуитиери за участие във филма „Корлеоне“. В този филм Ремо Джироне играе с едни от най-популярните за времето италиански кинозвезди като Джулиано Джема, Клаудия Кардинале, Микеле Плачидо и испанския киноактьор Франсиско Рабал. Това е първата му роля на мафиот, оформила по-късно образа му на артист в мафиотски роли и след сериала „Октопод“. През 1980 г. играе в копродукцията „Изгубеният път“ с френския актьор Шарл Ванел. Включва се в сериала Октопод от неговия трети филм през 1987 г. В него чрез образа на мафиота Тано Кариди (донесъл му популярност в цял свят) партнира с популярните италиански киноартисти Микеле Плачидо, Джулиана де Сио, Симона Кавалари, Виторио Медзоджорно, Раул Бова, българския киноартист Стефан Данаилов, френските Патрисия Миярде, Клод Риш и Пиер Монди, бразилската киноактриса Флоринда Болкан, швейцарско-германския Марио Адорф, германския Ролф Хопе. През 1996 г. играе във филма-приказка „Пещерата на златната роза“ (известен също и като „Фантагиро“). В историческия филм „Маркизата“ (1997 г.) се среща на екрана и с френската киноактриса Софи Марсо. В сериала „Подозрения“ (2000 г.) изиграва още една мафиотска роля - на адвоката Вилани. Също през 2000 г. играе заедно със своята съпруга във филма „Втората сянка“. През 1991 г. дебютира като режисьор с телевизионния филм „Седмият звън“. За българската публика най-впечатляваща е останала ролята му на Тано Кариди от сериала Октопод.

## Семеен живот
През 1982 г. Ремо Джироне се жени за аржентинската актриса от италиански произход Виктория Дзини. Има две доведени деца, които са също артисти. Син Карл Дзини и дъщеря Вероника Дзини.

## Театрални роли
Сред любителите на театъра е известен с ролите си в спектаклите „Ромео и Жулиета“ на Енрико Д'Амато, „Мира“ на Луки Рокони, „Оресте“ на Джузепе Патрони Грифи. „Вуйчо Ваньо“ по Антон Чехов, режисиран от Петер Щайн, има голям успех на Театралния фестивал в Единбург. През 1985 г. играе в „Малки трагедии“ по Александър Пушкин, поставена от руския режисьор Юрий Любимов, който през това време се намира в емиграция.

## Филми с Ремо Джироне излъчени в България
- от „Октопод 3“ до „Октопод 7“ (сериал) (1987 – 1995)
- „Пленница на отмъщението“ (1990)
- „Червеното колибри“ (1995)
- „Пещерата на златната роза-5“ (1996)
- „Маркизата“ (1997)
- „Октопод 10“ (1999)
- „Подозрения“ (2000) (сериал)
- „Небеса“ (2002)
- „Момичето с мръсните ръце“ (2005) (двусериен филм)
- „Персона нон грата“ (2005)

## Филмография
- 1. Антихристът (1974), в ролята на Фелипо Одеризи
- 2. Рим отново иска Цезар (1974), второстепенна роля
- 3. Крачолът на Биасоли (1975), второстепенна роля
- 4. Произходът на мафията (1976), второстепенна роля
- 5. Чайка (1977), в ролята на Константин Треплев
- 6. Корлеоне (1977), второстепенна роля
- 7. Изгубеният път (1980), в ролята на Анджело
- 8. Играя на хазарт (1982), в ролята на Андреа
- 9. Престъпление на положение (1982), второстепенна роля
- 10. Зла любов (1982), второстепенна роля
- 11. Разточителството (1987), второстепенна роля
- 12. Октопод-3 (1987), в ролята на Тано Кариди
- 13. Една победа (1988), второстепенна роля
- 14. Криминале по всички правила (Giallo alla regola) (1988), второстепенна роля
- 15. Октопод-4 (1989), в ролята на Тано Кариди
- 16. Пленница на отмъщението (1990), второстепенна роля
- 17. Октопод-5 (1990), в ролята на Тано Кариди
- 18. Преди Коледа (1990), второстепенна роля
- 19. Безпокойството на сеячите (1990), второстепенна роля
- 20. Кафе „Европа“ (1990), второстепенна роля
- 21. Пътешествието на капитан Фракас (1990), в ролята на Валомброза
- 22. Половин лято (1991), второстепенна роля
- 23. От нощта до изгрева (Dalla notte all'alba) (1991), в ролята на Алдо
- 24. Октопод-6 (1992), в ролята на Тано Кариди
- 25. Ангелът с пистолет (1992), в ролята на комисаря
- 26. Карл Велики (1993), в ролята на крал Дезидериус
- 27. Октопод-7 (1994), в ролята на Тано Кариди
- 28. Зад равнината (1994), главна мъжка роля
- 29. Червеното колибри (1995), главна мъжка роля
- 30. Слуга на любовта (1995), второстепенна роля
- 31. Лаура (1995), второстепенна роля
- 32. Смъртта на една вещица (1995), в ролята на фотографа
- 33. Господарката на града (1996), второстепенна роля
- 34. Господ вижда и се погрижва (1996), в ролята на Дон Карачоло
- 35. Пещерата на златната роза-5 (1996), главна мъжка роля
- 36. Маркизата (1997), в ролята на Жан-Батист Люли
- 37. Игри на равновесие (1998), в ролята на Андреа’ 97
- 38. Белият слон (1998), в ролята на крал Шай
- 39. Едно такси танцува през нощта (1998), в ролята на Орсини
- 40. Октопод-10 (1999), в ролята на Тано Кариди
- 41. Любов отвъд живота (1999), в ролята на Тацио
- 42. Кариби (1999), в ролята на Корнеро
- 43. Бандити (1999), второстепенна роля
- 44. Смъртта на едно порядъчно момиче (1999), в ролята на комисар Джовани Волтера
- 45. Подозрения (2000), в ролята на адвоката Вилани
- 46. Втората сянка (2000), в ролята на директора
- 47. Sa me`re, la pute (френски), (2001), в ролята на Паоло
- 48. За любовта (2002), в ролята на Джакомо Краус
- 49. Небеса (2002), в ролята на бащата на Филипо
- 50. Повърхността на изкушението (La Surface de re'paration, френски), (2002), в ролята на Бойко Блавич
- 51. Куфарите на Тълси Люпър: Историята на Моуб (2003), второстепенна роля
- 52. Един живот като подарък (2003), в ролята на Манасеро
- 53. Право на защита (2004), в ролята на Козимо Валиери
- 54. Щауфенберг (2004), в ролята на генерал Лудвиг Бек
- 55. О/З отиване+завръщане (2004), в ролята на Отец ди Данте
- 56. Хайде по живо по здраво (O la va o la spacca) (2004), второстепенна роля
- 57. Момичето с мръсните ръце (La Bambina dalle mani sporche) (2005), в ролята на Челесте Куки
- 58. Персона нон грата (2005), в ролята на дипломата
- 59. Големият Торино (2005), второстепенна роля
- 60. Тази е моята земя („Questa è la mia terra“) (2006), в ролята на Умберто Де Сантис
- 61. Престъпления: Смъртта на един осведомител (Crimini: Morte di un confidente) (2007), в ролята на Веронези
- 62. Не пипайте брадвата (Non toccate la scure) (2007), второстепенна роля
- 63. Номер 7 и номер 8 (Il 7 e l'8) (2007), в ролята на Мимо Барези
- 64. Черното слънце (Il Sole nero) (2007), в ролята на анатомопатологът
- 65. „Комисар Рекс“ (2008), в ролята на Франко Мантовани
- 66. Misstake (2008), в ролята на Джовани
- 67. Le ali (2008) (TV), в ролята на Джузепе Паля
- 68. Italians (2009), в ролята на Ровилионе

## Награди
- 1988 – наградата „Фаяно“ за Октопод-4
- 1988 – наградата „Телегато“ за Октопод-4
- 1990 – наградата „Ефебо д’арженто“ за Пътешествието на капитан Фракас
- 1991 – премията „Чинема е Сочиета“ за Ангелът с пистолет
- 1994 – наградата „Телегато“ за Октопод-7